# لنداوا
لنداوا (به مجاری: Lendva) در اسلوونی با جمعیت ۱۱٬۱۵۱ نفر است.